# 熱帶橙斑弄蝶
熱帶橙斑弄蝶（學名：Telicota colon），是一種屬於弄蝶科（Hesperiidae）的蝴蝶。分佈範圍從印度延伸至澳洲。

## 描述
雄蝶背面，前翅呈金赭色，前緣與外緣線為黑色，翅室上下緣下方有一道狹窄而淡的黑色條紋，自翅室下端至中間亞中脈處有一條寬闊、黑色、略呈橢圓形的帶狀斑，其間包含一條線狀盤區斑，自下向上延伸至翅尖，並伴隨些許淡而模糊的斑點；所有翅脈皆為黑色，亞中脈以下的後緣區有些微黑色暈染，外緣由一列黑色方形斑構成的帶狀斑，斑點依序向上漸小，每個翅間隙中各一。後翅為黑色，翅室末端有一塊金橙色的大斑，盤區亦有一大片同色斑，自第6翅脈上方至第2翅脈下方，與一道自第1翅間起始至末端的金黃色條紋相接，此盤區斑被第2、3、4與6號黑色翅脈分隔為數個長斑，大多外側具波形凹緣，內側則為圓形。兩翅緣毛為黃色，前翅上方略帶褐色。腹面。前翅呈褐赭色，翅室基半部、其下區域及盤區帶為黑色，盤區帶延伸至翅尖並有擴散的斑點與痕跡；背面外緣帶於翅脈2以下模糊呈現，之後向後角延伸為寬闊黑色區塊，所有翅脈皆為黑色。後翅呈褐赭色，略深於前翅，盤區斑由一圈黑點勾勒其邊緣。觸角為黑色，腹面為白色，桿部有黑色斑點，端部呈暗紅色；唇鬚上方赭色，下方白色；前胸白色；頭部與身體背面為褐色，上覆赭色毛；腹面為灰白色。
雌蝶。背面，雙翅多為黑褐色。前翅前緣有一道赭色條紋，翅室末端有一個赭色斑，近翅尖下方有三個赭色小斑，盤區赭色帶外傾，由翅脈分隔為一列長斑，自亞中脈起，斑點向上漸小，外緣有凹陷，於近翅尖處外側再出現兩個小點或小斑，位於次尖斑列的下端外側。後翅具盤區赭色帶與腹部條紋，與雄蝶相似。兩翅緣毛更偏白。腹面與雄蝶相近；背面在不同個體中，赭色標記的範圍與寬度會有所變化。
幼蟲已知以黃竹（Bambusa vulgaris）、蘆葦（Phragmites karka）、稻（Oryza）、甘蔗屬（Saccharum）與特拉凡可刺竹（Ochlandra travancorica）為食。

## 亞種
- Telicota colon colon
- Telicota colon argeus (Plötz, 1883) – 淡棕弄蝶（分布於新南威爾士東南岸、北領地北灣及北岸、昆士蘭東北岸、西澳西北岸、伊里安查亞、摩鹿加群島及巴布亞紐幾內亞）
- Telicota colon vaja Corbet, 1942（從菲律賓至蘇門答臘及帝汶）
- Telicota colon vega Evans, 1949（巴布亞紐幾內亞）
- Telicota colon stinga（馬六甲）
- Telicota colon zara（聖馬提亞斯）